# Atemptat suïcida

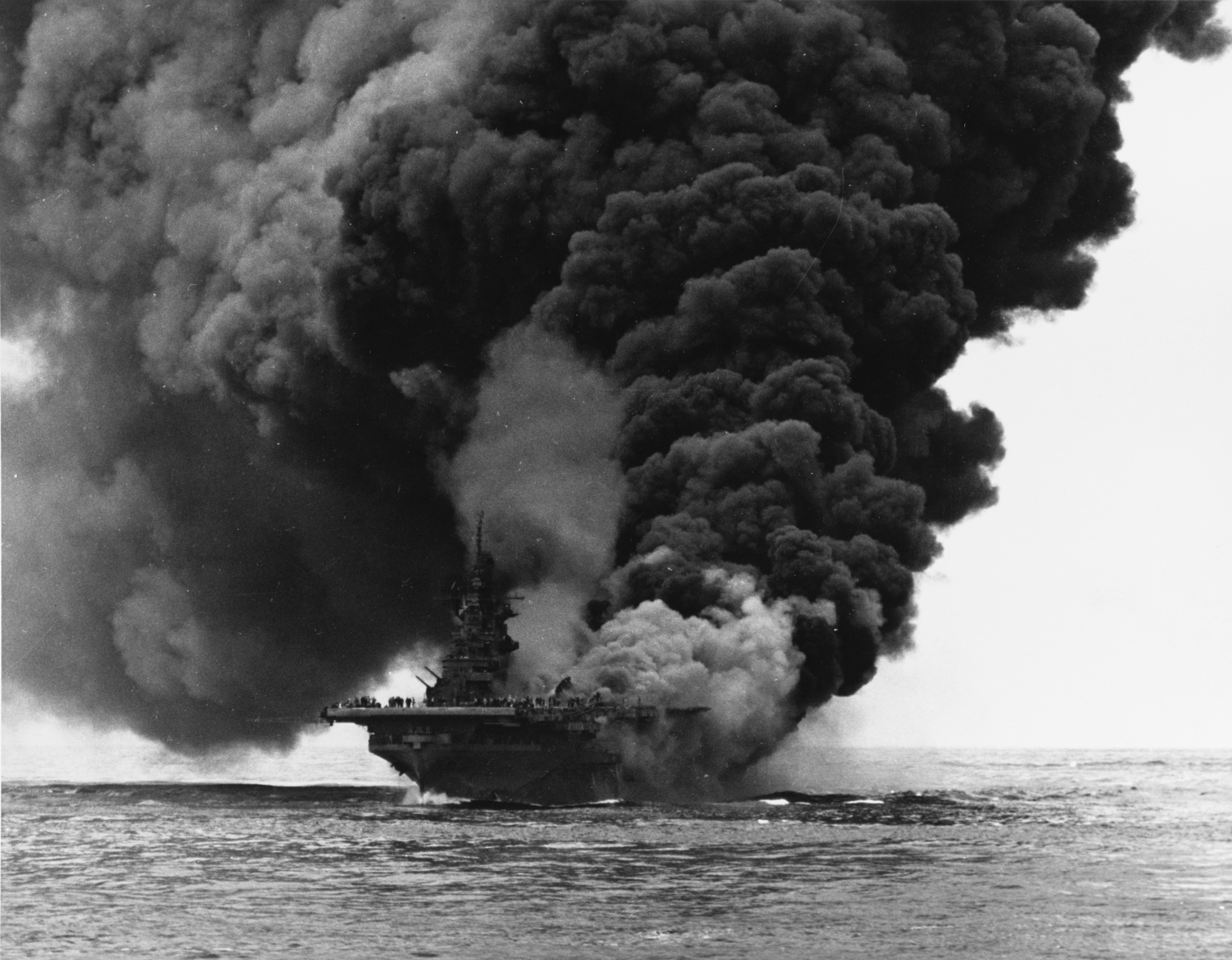
Un atemptat suïcida kamikaze al USS Bunker Hill (CV-17), maig del 1945.

Un atemptat suïcida és aquell en el qual l'atacant sap que gairebé amb tota probabilitat morirà en realitzar-lo. Els atacs suïcides són normalment duts a terme per individus que tenen una motivació normalment patriòtica o religiosa, i de vegades una combinació de les dues, que li permeten superar les pautes imposades per l'instint d'autopreservació. De vegades s'utilitza l'expressió atac suïcida amb el mateix significat.

## Atacs suïcides dins del marc de la guerra entre Estats
Durant la Segona Guerra Mundial es van conèixer els atacs suïcides dels pilots kamikaze, els aviadors japonesos que estaven especialment ensinistrats per llançar-se amb els seus avions contra els vaixells enemics.

## Atacs suïcides fora de les guerres entre Estats
A finals del segle xx, van començar a ser cada vegada més comunes les bombes suïcides dutes a terme per persones que detonen explosius que porten, ja sigui al seu cos o al seu vehicle, a prop del blanc atacat, que pot ser civil o militar. Atacs d'aquest tipus duts a terme per grups insurgents a l'Orient Mitjà i a Sri Lanka, especialment en el marc de la segona Intifada d'Al-Aqsa, i de la Invasió de l'Iraq de 2003, han tingut un gran ressò en els mitjans de comunicació.
Els atacs suïcides duts a terme per militants palestins en la seva lluita contra el govern d'ocupació sionista israelià, són considerats actes terroristes per l'Estat d'Israel. Un altre exemple d'atac suïcida va ser el dut a terme amb avions segrestats durant els Atemptats de l'11 de setembre de 2001 als Estats Units. Encara que també fora dels Estats Units d'Amèrica, es pot destacar els atemptats que van tenir lloc a Madrid i a Londres, que van ser reivindicats pels militants gihadistes.